# تطور الاتحاد السويسري القديم
بدأ الاتحاد السويسري القديم «الكونفدرالية» كتحالف بين مجتمعات الوديان في جبال الألب الوسطى في أواخر العصور الوسطى، التي كانت جزءاً من الإمبراطورية الرومانية المقدسة في ذلك الوقت، وهذا بهدف تسهيل إدارة المصالح المشتركة مثل التجارة الحرة ولضمان السلام على طول طرق التجارة الرئيسية عبر الجبال. وقد وضع أباطرة هوهنشتاوفن هذه الوديان تحت سلطة الامبراطورية المباشرة في مكانة «رايشسفراي-تحت الحكم الفوري» في أوائل القرن الثالث عشر. فكانت كانتونات «أو مناطق» أوري وشفيتز وأونترفالدن تحت السلطة المباشرة للإمبراطور دون وساطة أي أمراء إقطاعيين، وبالتالي كانت مستقلة إلى حد كبير.
مع صعود آل هابسبورغ إلى الحكم، سعى ملوك ودوقات هابسبورغ إلى توسيع نفوذهم على هذه المنطقة ووضعها تحت حكمهم؛ نتيجة لذلك نشأ صراع بين عائلة هابسبورغ وهذه المجتمعات الجبلية التي حاولت الدفاع عن وضعها المتميز كمناطق رايشسفراي. انضمت ولايات لوسرن وزيورخ وبرن إلى الكانتونات الثلاثة المؤسسة للاتحاد السويسري في أوائل القرن الرابع عشر، فاستطاعوا هزيمة جيوش هابسبورغ في عدة مناسبات. وقد استفادوا أيضًا من حقيقة أن أباطرة الإمبراطورية الرومانية المقدسة على مدار معظم القرن الرابع عشر كانوا ينحدرون من آل لوكسمبورغ، فوجدوا فيهم حلفاء محتملين ضد آل هابسبورغ المنافسة لهم.
بحلول عام 1460، سيطر الكونفدراليون على معظم الأراضي الواقعة جنوب وغرب نهر الراين حتى جبال الألب وجبال جورا. في نهاية القرن الخامس عشر، قامت حربان أسفرتا عن توسع الاتحاد ليضم ثلاثة عشر كانتوناً: في الحروب البورغندية في سبعينيات القرن الخامس عشر بسطوا هيمنتهم على الحدود الغربية، وكان انتصارهم في الحرب الشوابية في عام 1499 ضد قوات الإمبراطور الهابسبورغي ماكسيمليان الأول، ضمانة استقلالهم الفعلي عن الإمبراطورية. وخلال مشاركتهم في الحروب الإيطالية، وضع السويسريون تيسينو تحت حكمهم أيضاً.
نشأ اتحادان مشابهان في المناطق المجاورة لجبال الألب في القرن الرابع عشر: في غراوبوندن، تأسس اتحاد التحالفات الثلاثة، وفي فاليز، تشكلت السبعة أعشار كنتيجة للصراعات مع دوقات سافوي. لم يكن أي من هذه الاتحادات جزءًا من الاتحاد السويسري في العصور الوسطى، لكن حافظ كلاهما على صلات وثيقة به.

## التطور الإقليمي
في عهد أسرة هوهنشتاوفن التي حكمت الإمبراطورية الرومانية المقدسة، المناطق الثلاث: أوري وشفيتز وأونترفالدن (المجتمعات القروية) كانت قد اكتسبت مكانة رايشسفراي، أول اثنتين لأن الأباطرة أرادوا أن يضعوا الممر الاستراتيجي المهم للقديس غوتهارد تحت سيطرتهم المباشرة، أما الأخيرة لأن معظم أراضيها تنتمي إلى أديرة لها مكانة رايشسفراي. وقد أصبحت مدينتا برن وزيورخ أيضًا رايشسفراي عندما انتهت سلالة زهرينغار التي كانت تحكمهما.
حين انتُخب رودولف الأول من هابسبورغ «ملكاً للألمان» في عام 1273، أصبح أيضًا السيد المباشر لهذه المناطق التي كانت تحت الحكم المباشر - رايشسفراي. كان حكمه صارماً ورفع الضرائب لتمويل الحروب ولفرض سيطرة إقليمية أكبر. عندما توفي في عام 1291، انخرط ابنه ألبرت الأول في صراع على السلطة مع أدولف من ناساو من أجل العرش الألماني، نتيجة لذلك ضعف حكم هابسبورغ على أراضي الألب بشكل مؤقت. فظهرت حركات تمرد مناهضة لحكمهم في شوابيا والنمسا، لكن ألبرت سحقها بسرعة في عام 1292. شاركت زيورخ في حركة التمرد، فحاصر ألبرت المدينة مما أجبرها في النهاية على القبول به كحاكم.
دفعت هذه الفترة من الاضطراب المجتمعات القروية إلى التعاون بشكل أوثق، في محاولة للحفاظ على مكانة رايشسفراي أو استعادتها. بدأ أول تحالف في عام 1291 عندما اشترى رودولف جميع الحقوق في مدينة لوسرن وعقارات الأديرة في أونترفالدن من دير مورباك في الألزاس. حينها وجدت مجتمعات الغابات أن طريقهم التجاري على بحيرة لوسرن أصبح مقطوعاً وخشوا أن يفقدوا استقلالهم. عندما توفي رودولف في 15 يوليو 129، استعدوا للدفاع عن أنفسهم. في 1 أغسطس 1291، أنشأت المجتمعات القروية رابطة أبدية للدفاع المشترك ضد الأعداء المشتركين. استعادت كل من أوري وشفيتز مكانتهما من قبل أدولف من ناساو في عام 1297، ولكن ذلك كان دون جدوى، فقد فاز ألبرت أخيرًا في صراع السلطة وأصبح إمبراطورًا في عام 1298 بعد مقتل أدولف في معركة غولهايم.

### النواة

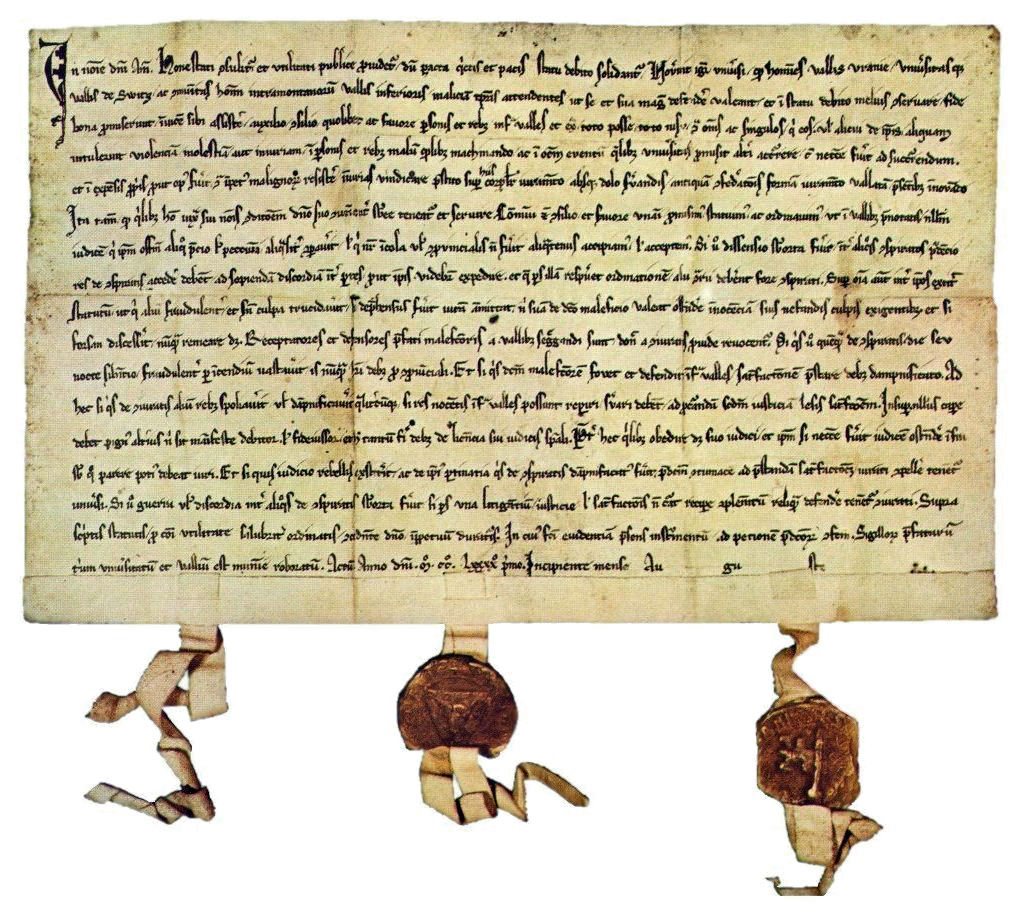
الميثاق الاتحادي لسنة 1291

يعد الميثاق الاتحادي لعام 1291 واحدًا من أقدم المستندات المكتوبة للتحالف بين أوري وشفيتز وأونترفالدن، الكانتونات المؤسسة للاتحاد الكونفدرالي السويسري القديم. من الممكن أن يكون قد كتب بعد بضعة عقود من التاريخ المعطى في عام 1291، والذي يضعه في نفس النطاق الزمني لاتفاق برونين لعام 1315. التاريخ التقليدي المحدد لتأسيس الكونفدرالية السويسرية في تاريخ سويسرا في القرن السادس عشر (أيجديوس تشودي وغيره) هو 1307.
يصادف عام 1291 تاريخ وفاة الملك رودولف الأول، وعام 1307 يقع ضمن عهد الملك ألبرت الأول، وكلاهما كان من آل هابسبورغ التي حكمت في وقت من عدم الاستقرار السياسي، حيث بقيت الإمبراطورية الرومانية المقدسة بدون إمبراطور لعدة عقود. كان على الملوك الضعفاء سياسياً في هذه الفترة تقديم تنازلات متكررة لرعاياهم وأتباعهم من أجل البقاء في السلطة. تلقت الكانتونات المؤسِّسة تأكيدات على قيام المواثيق بتعيينهم في مكانة رايشسفراي. حتى أن أونتروالدن حصلت أخيرًا على هذه المكانة من قبل خليفة ألبرت هنري السابع في عام 1309. لكن لم يمنع ذلك دوقات هابسبورغ  -الذين كانت أرضهم الأصلية في أرجاو- من محاولة إعادة تأكيد سيادتهم على المناطق الواقعة جنوب الراين.
في الصراع من أجل تاج الإمبراطورية الرومانية المقدسة في عام 1314 بين الدوق فريدريك الأول من النمسا والملك البافاري لويس الرابع ، وقفت المجتمعات القروية مع لويس خوفًا من محاولة آل هابسبورغ ضم مقاطعاتهم مرة أخرى، كما فعل رودولف الأول. عندما تصاعد الصراع المستمر منذ فترة طويلة بين شويز ودير اينسيديلن مرة أخرى، ردّ آل هابسبورغ بإرسال جيش قوي من الفرسان ضد هؤلاء القرويين لإخضاع تمردهم، لكن الجيش النمساوي بقيادة شقيق فريدريك ليوبولد هُزم بالكامل في مَعْرَكة مورغَارتِنْ في عام 1315. جددت الكانتونات الثلاثة تحالفها في حلف برونين، وأعادهم لويس الرابع إلى مكانة رايشسفراي.

تشير السجلات التاريخية السويسرية لفترة الحروب البورغندية (سبعينيات القرن الخامس عشر) إلى حدوث تمرد ضد رؤساء البلديات المحليين، مع تدمير منسق لحصونهم أو قلاعهم، في ما يعرف باسم بورغنبروخ «إهانة القلاع» في التأريخ السويسري. المرجع الأول لهذا هو الكتاب الأبيض لسارنين (1470)، الذي يوثق أن:
«أينما كانت هناك حصون معادية (أبراج)، قاموا بتحطيمها (إهانتها) وبدأوا أولاً في أوري لتحطيم هذه المباني».
تسمي النصوص قلعة زفينغ أوري في أمشتيغ كأول قلعة تتعرض لهذا النوع من التحطيم، تليها قلعة شوانداو في شويز وقلعة روتزبيرغ في ستانس وأخيراً القلعة في سارنين، التي كان اقتحامها مروياً بطريقة رسومية.
كان يُنظر إلى بورغنبروخ على أنه حدث تاريخي، يدعم حدوثه العديد من القلاع المدمرة في وسط سويسرا، لكن التنقيب أظهر أن هذه القلاع قد هُجرت تدريجيًا، وليس أثناء تلك الانتفاضة المفاجئة، خلال الفترة من 1200 إلى 1350 تقريبًا. في سبعينيات القرن العشرين كانت حالة «إزالة الأساطير» عن الفترة التأسيسية للكونفدرالية في ذروتها، وكانت النظرة الافتراضية هي اعتبار التقارير الواردة في أواخر القرن الخامس عشر أسطورية. في أواخر سبعينيات القرن العشرين أظهر المسح المنهجي لقلاع العصور الوسطى في وسط سويسرا أن عددًا من القلاع قد دُمرت بالفعل خلال أوائل القرن الرابع عشر، بحيث يمكن منح نواة تاريخية محتملة لحوادث بورغنبروخ، مع أن تدمير هذه الحصون كان ذا أهمية عسكرية محدودة ولم يكن من الممكن أن يؤدي إلى تغيير سياسي دائم.